# Ууемийза (селище)
У́уемийза (ест. Uuemõisa alevik) — селище в Естонії, адміністративний центр волості Рідала повіту Ляенемаа.

## Населення
Чисельність населення на 31 грудня 2011 року становила 1025 осіб.

## Географія
Селище розташоване на березі затоки Хаапсалу (Haapsalu laht) у східному передмісті муніципалітету Хаапсалу.
Через населений пункт проходить автошлях 9 (Еесмяе — Хаапсалу — Рогукюла).

## Пам'ятки

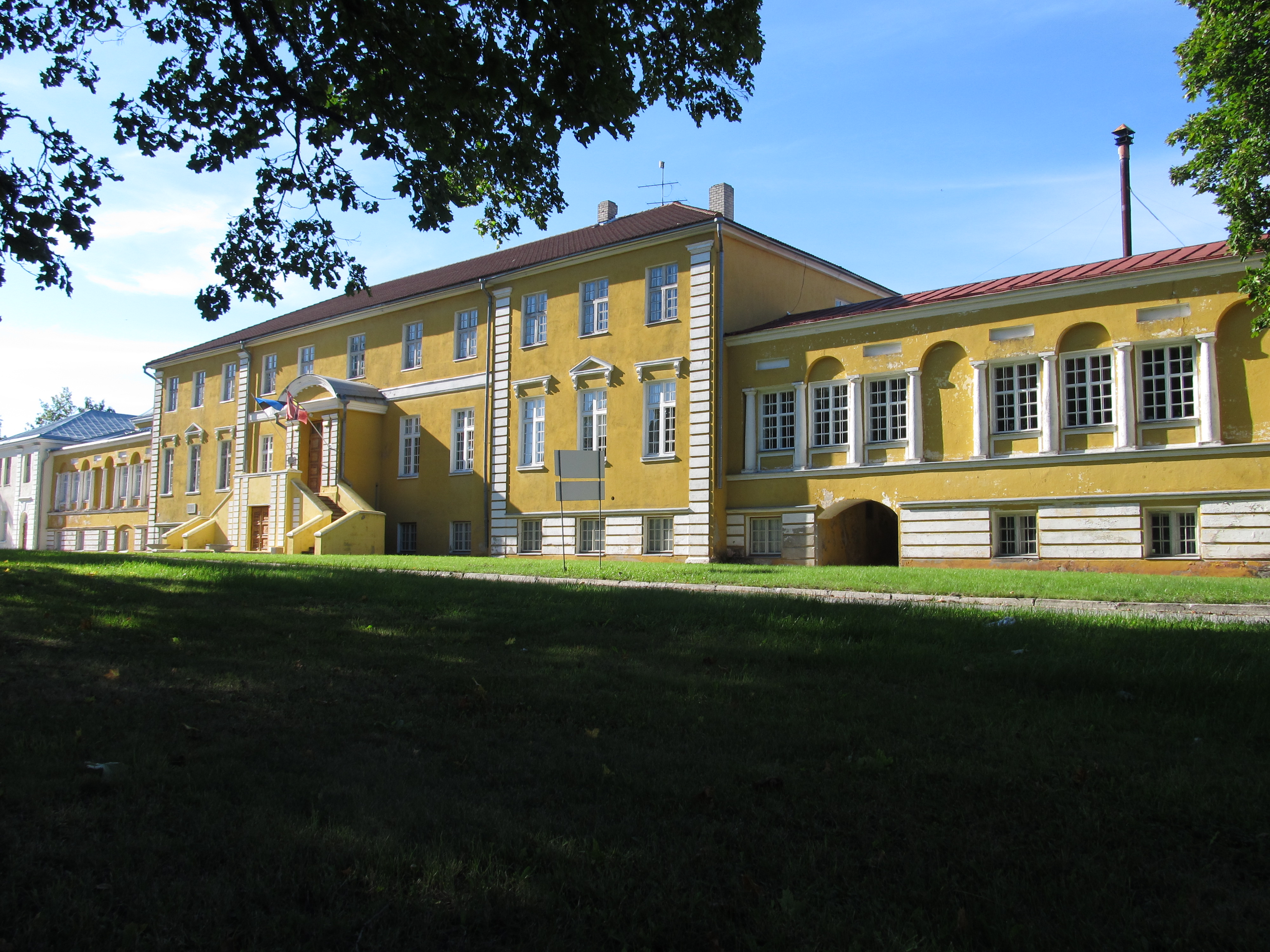
Головний будинок садиби Ууемийза

- Маєток Ууемийза (Uuemõisa mõis)